# Линдхольм, Фред Александрович
Фред Александрович Линдхольм (28 сентября 1897 или 1902, Хюрюля, Нюландская губерния — 19 ноября 1969, Петрозаводск) — советский театральный художник, живописец, сценограф
. Член Союза художников СССР (с 1953). Заслуженный деятель искусств Карельской АССР (1957).

## Биография
Приехал в Петрозаводск в начале 1930-х годов из Канады. В 1936—1938 годах учился в изостудии В. Н. Попова в Доме народного творчества Петрозаводска. В 1938 году был репрессирован.
С 1944 года работал художником в Государственном Финском драматическом театре, с 1945 года — главным художником театра.
За 20 лет оформил более 60 спектаклей. Первыми работами Фреда Линдхольма стали: спектакль «Обручение» (по пьесе Алексиса Киви, 1944) и «Кража со взломом» (по пьесе Минны Кант, 1945) в постановке знаменитого режиссёра Николая Демидова. В оформлении Ф. Линдхольма шли такие знаковые спектакли театра: «На сплавной реке» Т. Паккала, «Огни Марикоски» Я. Ругоева, «Молодой мельник» Майю Лассила, «Люди с Дангора» М. Андерсен-Нексе, «Женщины Нискавуори» Х. Вуолийоки, «На сплавной реке» бр. Тур, «Северная мадонна», «Власть тьмы» Л. Толстого и другие.
Участник всесоюзных выставок (1950, 1951, 1956), выставок художников Карельской АССР в Ленинграде (1937), художников Карельской АССР (с 1947).